# 蒙特利亚-马尔蒂内特
蒙特利亚-马尔蒂内特（西班牙語：Montellá Martinet）是西班牙加泰罗尼亚莱里达省的一个市镇。 总面积55平方公里，总人口529人（2001年），人口密度10人/平方公里。